# Skerries (Anglesey)
Les Skerries (en gallois : Ynysoedd y Moelrhoniaid) sont un groupe d'îlots rocheux à faible végétation (écueils), avec une superficie totale d'environ 17 hectares. Elles sont situées à 3 kilomètres au large de Carmel Head (en) au nord-ouest d'Anglesey, au Pays de Galles. Y est érigé le phare des Skerries reconstruit en 1759.
Les îles sont surtout importantes comme site de reproduction pour les colonies d'oiseaux de mer, et surtout la sterne arctique et la sterne de Dougall.
Elles attirent aussi les plongeurs, qui viennent visiter les nombreuses épaves dues aux naufrages. Le phare des Skerries est situé au sommet du point le plus élevé des îles.
Les îles peuvent être visités par bateau charter de Holyhead. Les îlots individuels sont accessibles à marée basse ou par des petits ponts.

## Énergie marémotrice
La zone entre les îles et la partie continentale d'Anglesey est le site de la plate-forme prévue par la Skerries Tidal Stream Array , développée par Marine Current Turbines et RWE npower.